# ZDF-Fernsehgarten
ZDF-Fernsehgarten (česky: ZDF-Televizní zahrada) je německá zábavná show vysílaná živě v letních měsících ze sídla televize ZDF v Mohuči v neděli od dvanácti hodin. Show běží od roku 1986 a ročně vznikne 16 až 21 epizod. Od roku 2009 show moderuje Andrea Kiewel.

## Zajímavosti
Od 19. června 2014 je ZDF-Fernsehrgarten zapsána v Guinnessovo knize rekordů jako nejdéle živě-běžící zábavná show na světě.

## Místo vysílání
Show se vysílá z venkovního studia u sídla televize ZDF. Vysílá se proto jen v letních měsících.

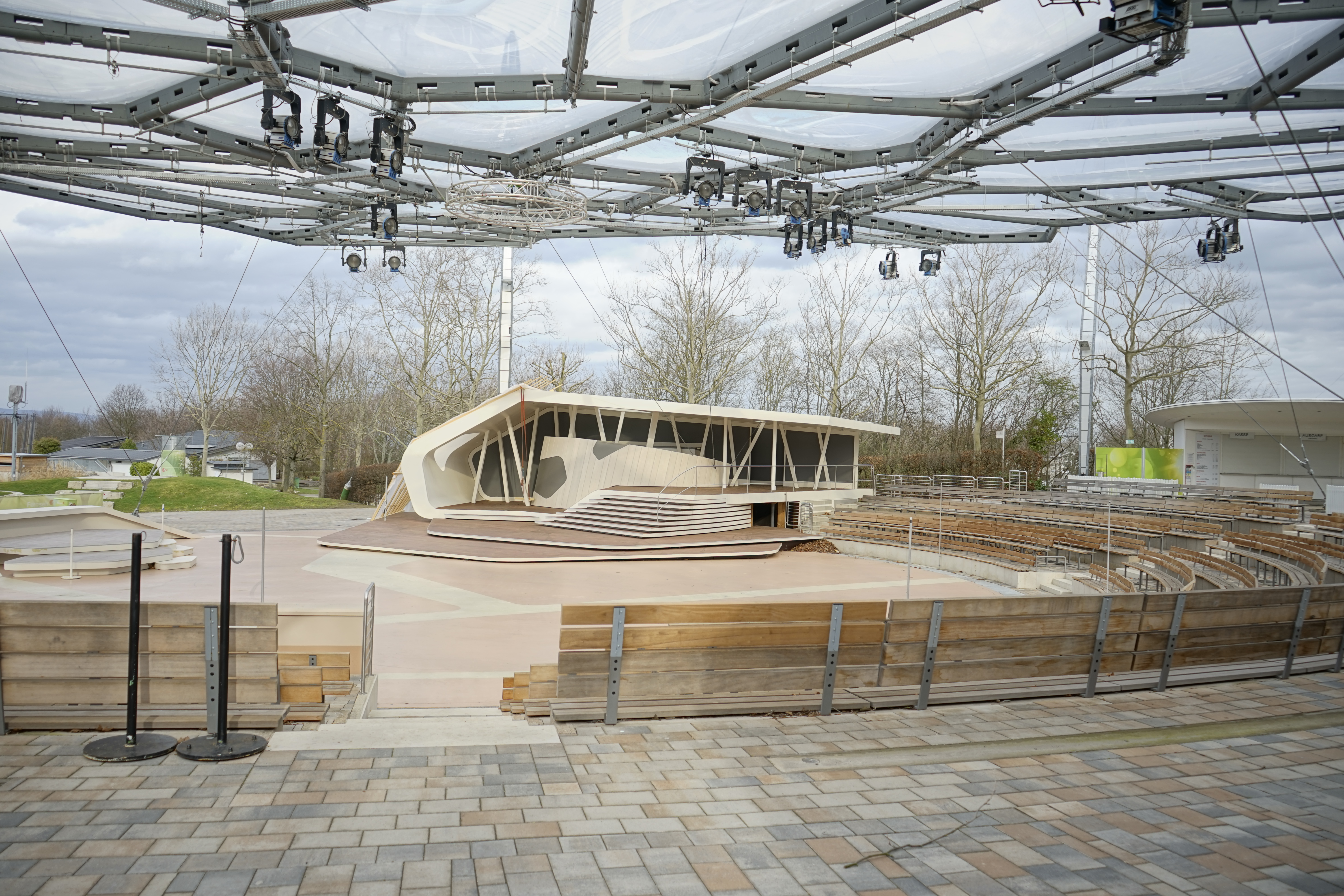
hlavní část studia